# Ramón Grau San Martín
Pour les articles homonymes, voir Grau (homonymie) et Martín.
Ramón Grau San Martín, né le 13 septembre 1887 à Pinar del Río et mort le 28 juillet 1969 à La Havane, est un homme d'État cubain, président de la république de Cuba de 1933 à 1934 et de 1944 à 1948.

## Biographie
Fils d'un riche planteur de tabac, Ramón Grau San Martín se tourna vers la carrière médicale. Diplômé en médecine de l'université de La Havane en 1908, il vécut plusieurs années en Europe pour accroitre ses connaissances médicales avant de revenir à Cuba en 1921 où il devint professeur de physiologie à l'université.
Il entre alors dans le militantisme politique et participe aux manifestations contre le président Gerardo Machado. Arrêté et emprisonné en 1931, il s'exile aux États-Unis lors de sa sortie de prison.
Revenu à Cuba après la chute de la dictature, il devient président de la République en septembre 1933.  Le gouvernement provisoire, dominé par Antonio Guiteras, mène d'importantes réformes comme le droit de vote des femmes, l'autonomie universitaire, la limitation du travail hebdomadaire à 48 heures, lance une réforme agraire, fonde un ministère du travail, nationalise l’électricité, et conduit une politique nationaliste en matière d'emploi et de relations extérieures, il suspendit le paiement de la dette du pays et abrogea unilatéralement l'amendement Platt.
Les États-Unis s’opposèrent frontalement au gouvernement nationaliste cubain et refusent de le reconnaitre, le jugeant « extrêmement radical » mais néanmoins soutenu par « l’immense majorité du peuple cubain » selon les mots de l’ambassadeur Sumner Welles. Ce dernier témoigne à Fulgencio Batista, alors chef de l’armée, du soutien de Washington et des intérêts économiques et financiers à Cuba, et le pousse au coup d’État.
Destitué en janvier 1934 par Batista, qui impose une marionnette aux commandes de l’État tout en prenant officieusement possession du pouvoir, Ramón Grau San Martín participe à la fondation du Parti révolutionnaire cubain pour s'opposer au nouveau régime.
En 1940, Grau préside la conférence constitutionnelle sur Cuba et se présente à l'élection présidentielle. Il est alors battu par Fulgencio Batista. Il prend sa revanche en 1944.
Son gouvernement rouvre les vannes de la corruption et réoriente à droite la politique du pays, malgré la vive opposition d'Eduardo Chibás, fondateur du Parti du peuple cubain. Selon l'historient Richard Gott, « les huit années de règne du PRCA se caractérisent par une relative prospérité liée au boom du sucre, mais aussi par une corruption omniprésente qui attise les violences. »
En 1948, son dauphin Carlos Prío Socarrás lui succède à la présidence. Retiré provisoirement de la vie publique, il s'oppose en 1952 au coup d'État de Batista et se présente contre lui aux élections présidentielles de 1954 et 1958.
Après la chute de Batista et l'arrivée de Fidel Castro au pouvoir, il se retire à La Havane où il meurt le 28 juillet 1969.